# Aldrichia auripuncta
Aldrichia auripuncta är en tvåvingeart som beskrevs av Joseph Hannum Painter 1940. Aldrichia auripuncta ingår i släktet Aldrichia och familjen svävflugor. Inga underarter finns listade i Catalogue of Life.